# Gabriel Carabajal
Horacio Gabriel Carabajal (ur. 9 grudnia 1990 w Córdobie) – argentyński piłkarz występujący na pozycji ofensywnego pomocnika, od 2025 roku zawodnik Sarmiento.